# 크랭크셋

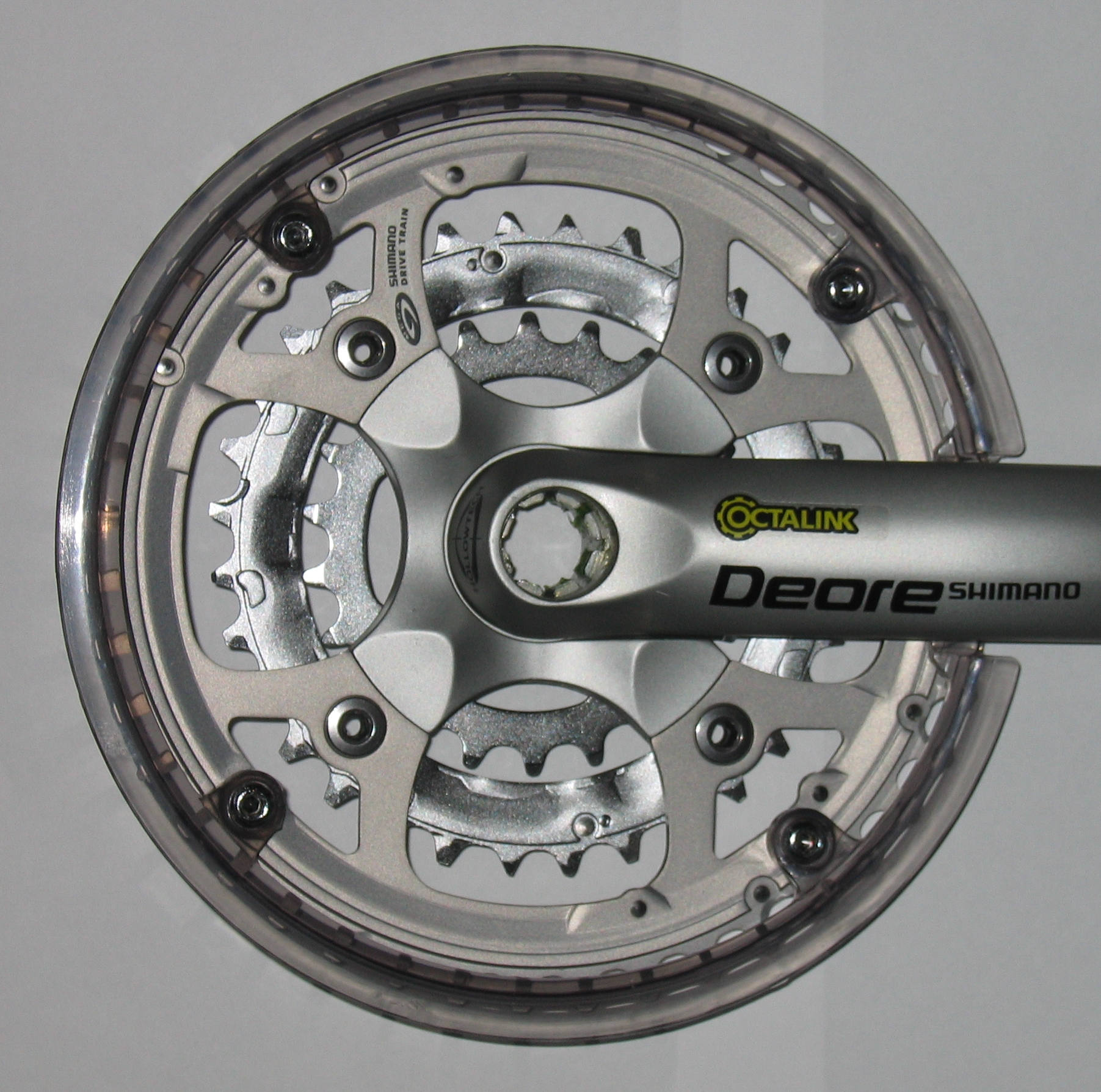
시마노 데오레 크랭크셋으로 크랭크 팔, 스파이더, 체인링 3개, 체인링 보호덮개가 보인다

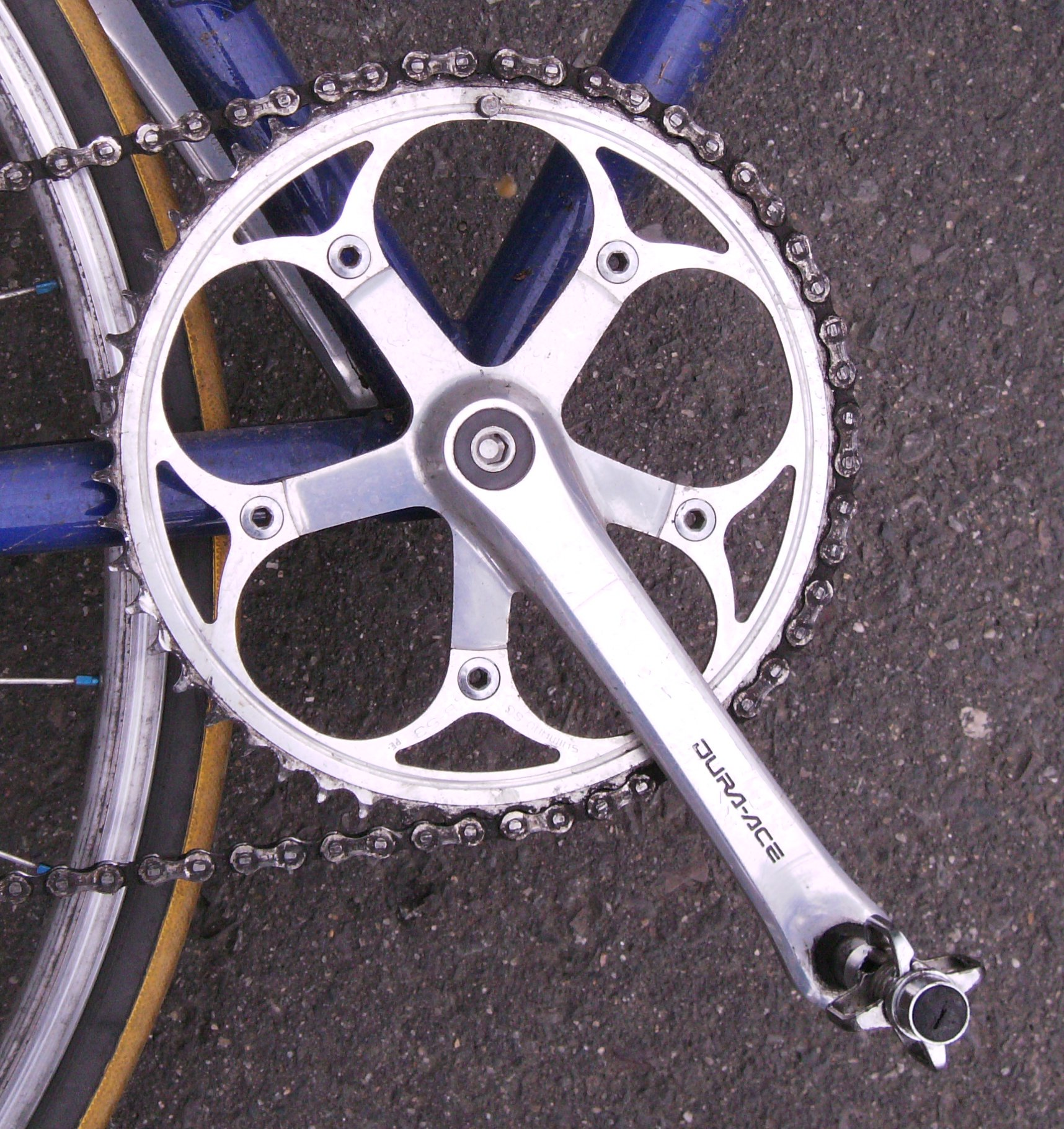
도로 자전거에 달린 듀라 에이스 크랭크셋

크랭크셋(미국 영어: crankset), 체인셋(영국 영어: chainset)은 사람 다리의 상하 운동을 자전거 사슬로 뒷 바퀴 축으로 전달해서 자전거를 움직이는 부품이다.
발판에 가해지는 힘은 자전거 뼈대의 바닥 받침대를 통과한 크랭크 팔로 전달되고, 체인링(영어: chainrings), 체인휠(영어: chainwheels)이라고 부르는 1 ~ 3 개의 사슬 톱니와 결합된 사슬을 거쳐 뒷 사슬 톱니(카세트, 프리휠)로 전달된다.

## 크랭크
발판으로 연결되는 크랭크 2개가 180°의 각도로 바닥 받침대를 축으로 좌우에 붙어 있다.

### 크기
크랭크 길이는 발판 회전 축 중심에서 바닥 받침대 축 중심까지 거리이다. 길이 165 mm에서 180 mm에서 2.5 mm 단위로 제작되고, 170 mm 짜리가 가장 많이 쓰인다.

### 재질
크랭크는 알루미늄 합금, 티타늄, 탄소 섬유, 크로몰리 강, 철 등으로 만든다.

## 같이 보기
- 자전거 발판